# Reijo Nykänen
Reijo Paivio Nykänen (ur. 30 czerwca 1930 w Joroinen, zm. 23 stycznia 2019) – fiński zapaśnik walczący w stylu klasycznym. Olimpijczyk z Melbourne 1956, gdzie zajął ósme miejsce w kategorii do 57 kg.
Czwarty na mistrzostwach świata w 1955.
Mistrz Finlandii w 1954 i 1955; drugi w 1956, 1957, 1960 i 1961, w stylu klasycznym.

## Letnie Igrzyska Olimpijskie 1956
| Konkurencja          | Rundy eliminacyjne | Rundy eliminacyjne  | Rundy eliminacyjne       | Klas. końcowa |
| Konkurencja          | Przeciwnik I       | Przeciwnik II       | Przeciwnik III           | Miejsce       |
| -------------------- | ------------------ | ------------------- | ------------------------ | ------------- |
| 57 kg styl klasyczny | Imre Hódos (HUN) P | Adolfo Díaz (ARG) Z | Francisc Horvath (ROU) P | 8.            |